# Давид Франкфуртер
Дави́д Фра́нкфуртер (нім. David Frankfurter) (1909 - 1982) — єврейський студент у Берні (Швейцарія), відомий своїм убивством 4 лютого 1936 р. нацистського активіста Вільгельма Ґустлоффа. 

## Біографічні дані
Франкфуртер народився 6 липня 1909 р. у м. Дарувар (суч. Хорватія). Він був сином місцевого раввіна. В дитинстві і вже в дорослому віці тяжко хворів на хронічний періостит. Після закінчення школи Франкфуртер вивчав медицину у Відні, Ляйпциґу та Франкфурті. З 1934 р. він оселився в Берні, де вчився в місцевому університеті. Навчання йшло тяжко — він потерпав від своєї хвороби та часто впадав в депресію. 

## Політичне вбивство
У віці 26 років вирішив убити місцевого лідера нацистів Вільгельма Ґустлоффа — приводом була публікація Протоколів сіонських мудреців. 4 лютого п’ятьма пострілами з револьвера він застрелив Ґустлоффа в його кабінеті і зразу здався поліції. 
Незважаючи на непопулярність Ґустлоффа та ідей нацистів у Швейцарії, Франкфуртера судили за кримінальний злочин і засудили до 18 років ув’язнення. Всі єврейські газети Європи того часу засудили вбивство та вчинок Франкфуртера. 

## Помилування
27 лютого 1945 р. Франкфуртер направив прохання про помилування і 1 червня його задовільнили, а Фанкфуртера випустили із в’язниці з умовою, що він залишить Швейцарію та виплатить судові витрати. Решту життя Франкфуртер провів в Ізраїлі, куди переїхав після війни.